# Condega
Condega è un comune del Nicaragua facente parte del dipartimento di Estelí.